# Triforio

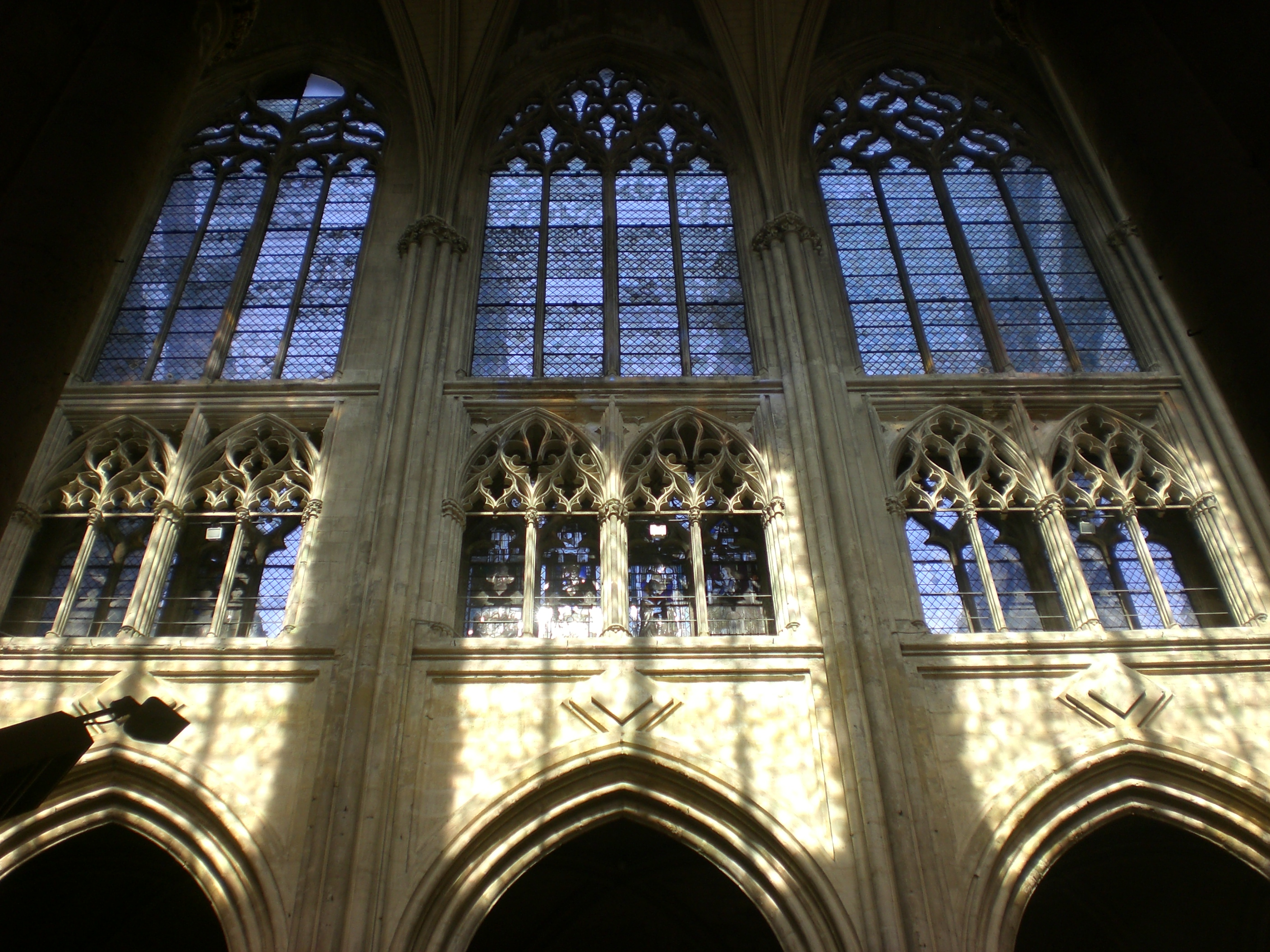
L'elegante triforio della Cattedrale di Tours che si apre sotto le polifore

Triforio è il termine architettonico che indica una galleria ricavata nello spessore murario, posta sotto le finestre del cleristorio e situata sopra le navate laterali di una chiesa mediante una teoria di loggette.
È presente in alcune chiese romaniche (il duomo di Modena è uno degli esempi di maggior rilievo) e soprattutto nelle cattedrali gotiche d'Oltralpe, abbinato o in sostituzione alla struttura affine del matroneo, dove però la galleria aveva dimensioni più ampie e correva per tutta la larghezza della navata laterale.
Generalmente il triforio precede una piccola galleria percorribile, che invece può venire a mancare nel caso del triforio cieco.
L'etimologia del termine è sconosciuta, ma potrebbe derivare dal latino transforatum, che veniva usato per indicare il passaggio da un'estremità all'altra dell'edificio. L'etimologia dal latino tres ("tre") e foris ("porta", "entrata"), risulta meno accreditata.

## Galleria d'immagini

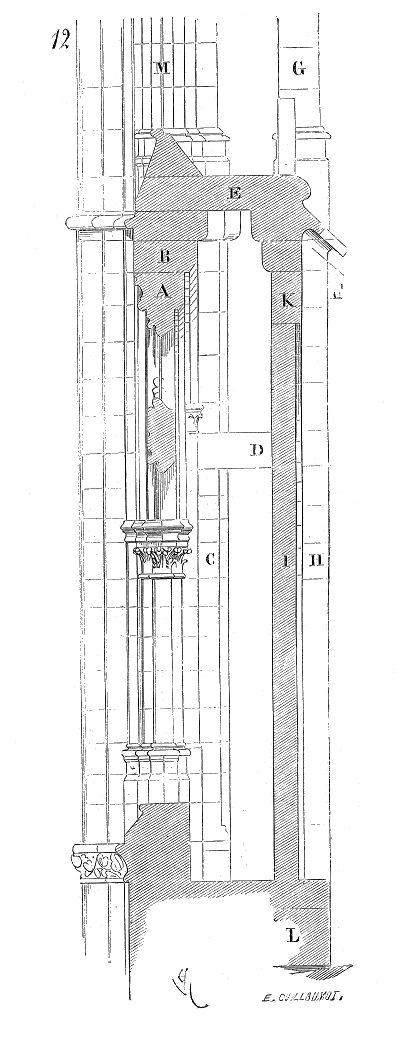
Sezione del triforio nella Cattedrale di Notre Dame di Amiens
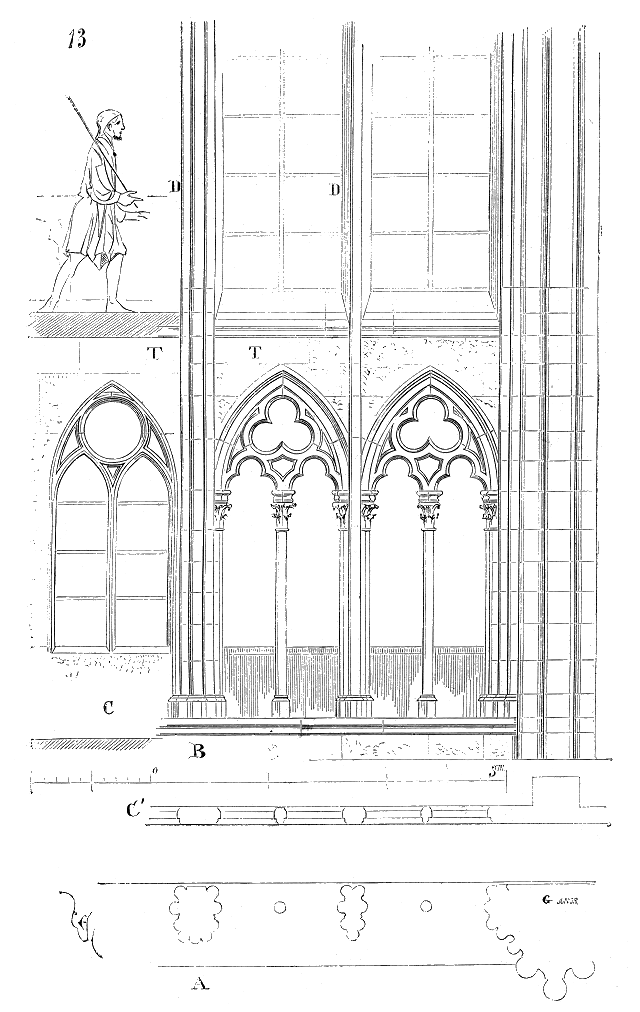
Triforio nell'Abbazia di St. Denis
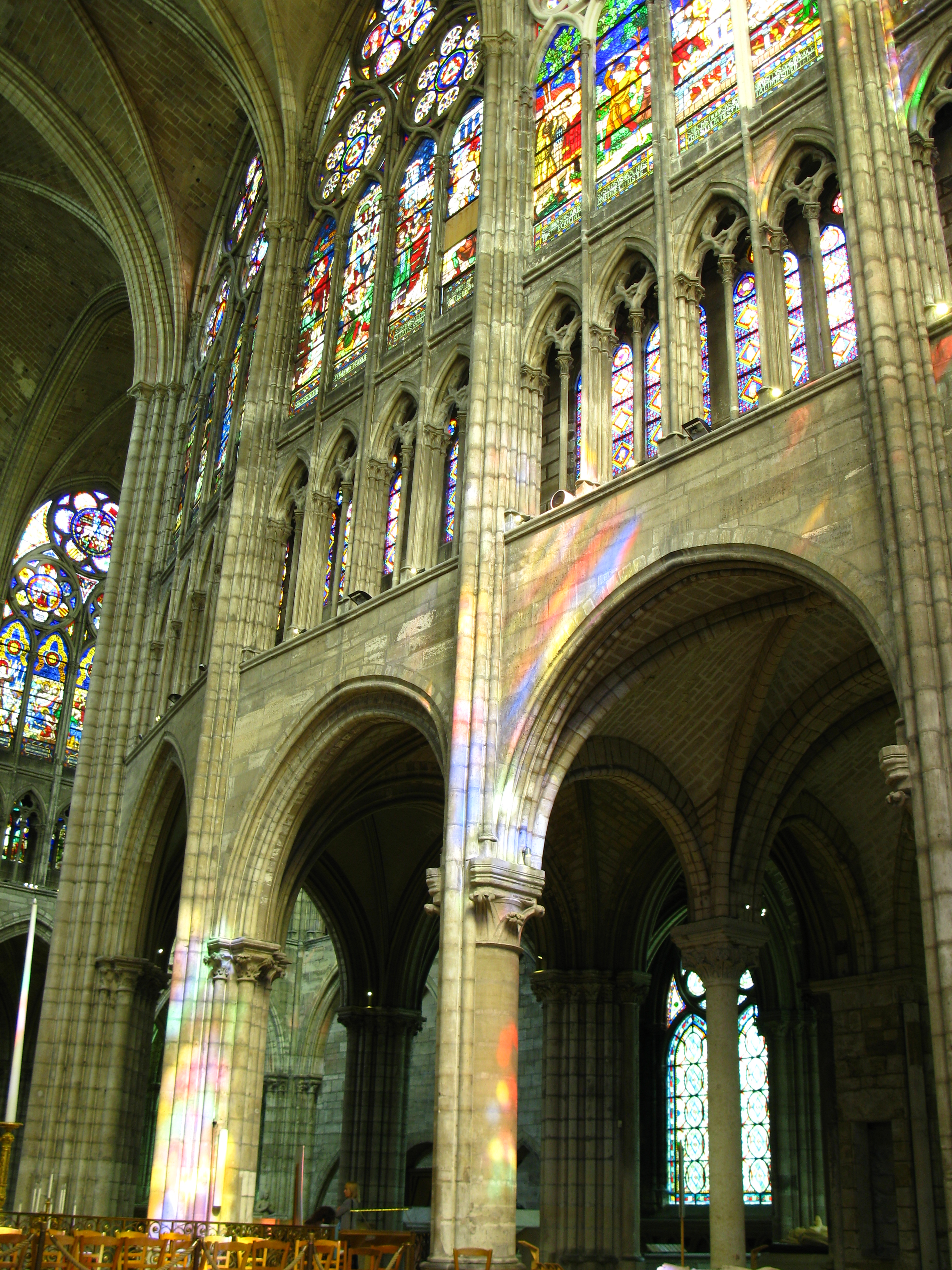
Triforio nella Basilica di Saint-Denis, Francia.
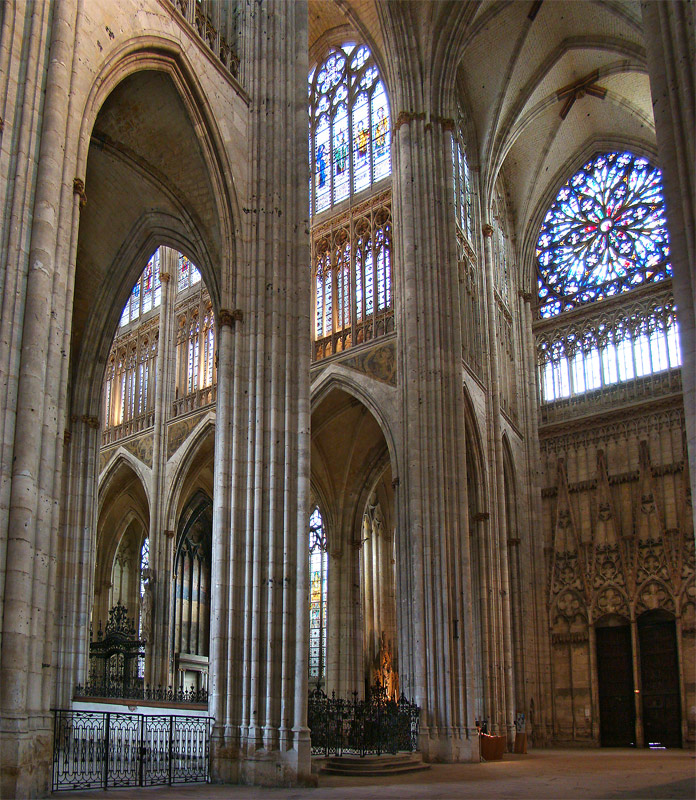
Triforio nella Chiesa di Saint-Ouen a Rouen, Francia